# Gastrophysema
Gastrophysema es un género de foraminífero bentónico considerado un sinónimo posterior de Halyphysema de la subfamilia Halyphyseminae, de la familia Halyphysemidae, de la superfamilia Astrorhizoidea, del suborden Astrorhizina y del orden Astrorhizida. Su especie-tipo era Squamulina scopula. Su rango cronoestratigráfico abarcaba el Holoceno.

## Discusión
Clasificaciones previas incluían Gastrophysema en la familia Rhabdamminidae y en el suborden Textulariina del orden Textulariida.

## Clasificación
Gastrophysema incluía a las siguientes especies:
- Gastrophysema primordiale
- Gastrophysema scopula